# Plaza del Altozano (Sevilla)
La plaza del Altozano es un espacio público de la ciudad española de Sevilla, situada junto al río Guadalquivir, en el barrio de Triana.

## Historia

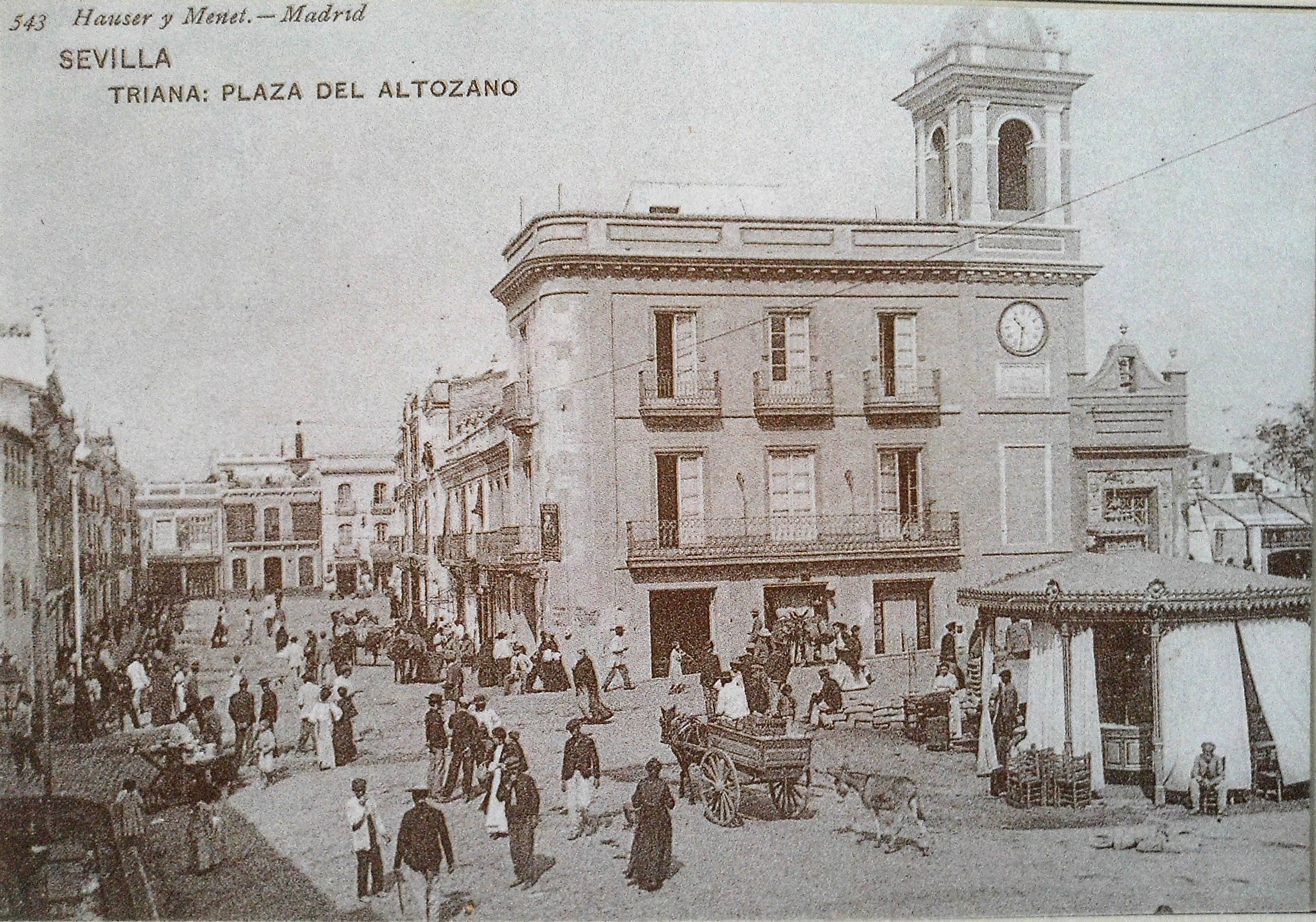
La plaza del Altozano a finales del

El Altozano fue desde época medieval un lugar importante de la ciudad porque desde él partía el antiguo puente de barcas que comunicaba el barrio de Triana con Sevilla. Aparece por primera vez el topónimo relativo al Altozano en 1533, haciendo mención a la elevación del terreno existente ya entonces para enlazar con el puente. La existencia de este espacio público ha ido en la historia paralela a la del puente y del castillo ubicado junto a él para su defensa. Hitos importantes en su desarrollo fue en 1787, cuando se demolió una parte de la muralla de defensa del castillo allí existente. Otro momento trascendente fue la construcción en 1845, del actual puente de Triana, que hizo necesario elevar significativamente la altura de la plaza.
A principios del siglo XIX, el arrabal de Triana, era bastante populoso y el río Guadalquivir suponía una clara separación del resto de la ciudad. Este cierto distanciamiento la llevó a contar con su propio cementerio, su parroquia y su mercado. La zona comercial se extendía de forma difusa por toda la plaza del Altozano con instalaciones deficientes, insalubres y dispersas.
En el 1800, el castillo de San Jorge se encontraba en estado de ruina y pasó a ser propiedad del Ayuntamiento de Sevilla que planteó que esa parcela fuese ocupada por un mercado, lo que constituyó el primer paso del actual mercado de Triana. La construcción del mismo se realizó en 1822, con proyecto realizado por el arquitecto militar Tomás de Escacena y Anaya.

## Descripción

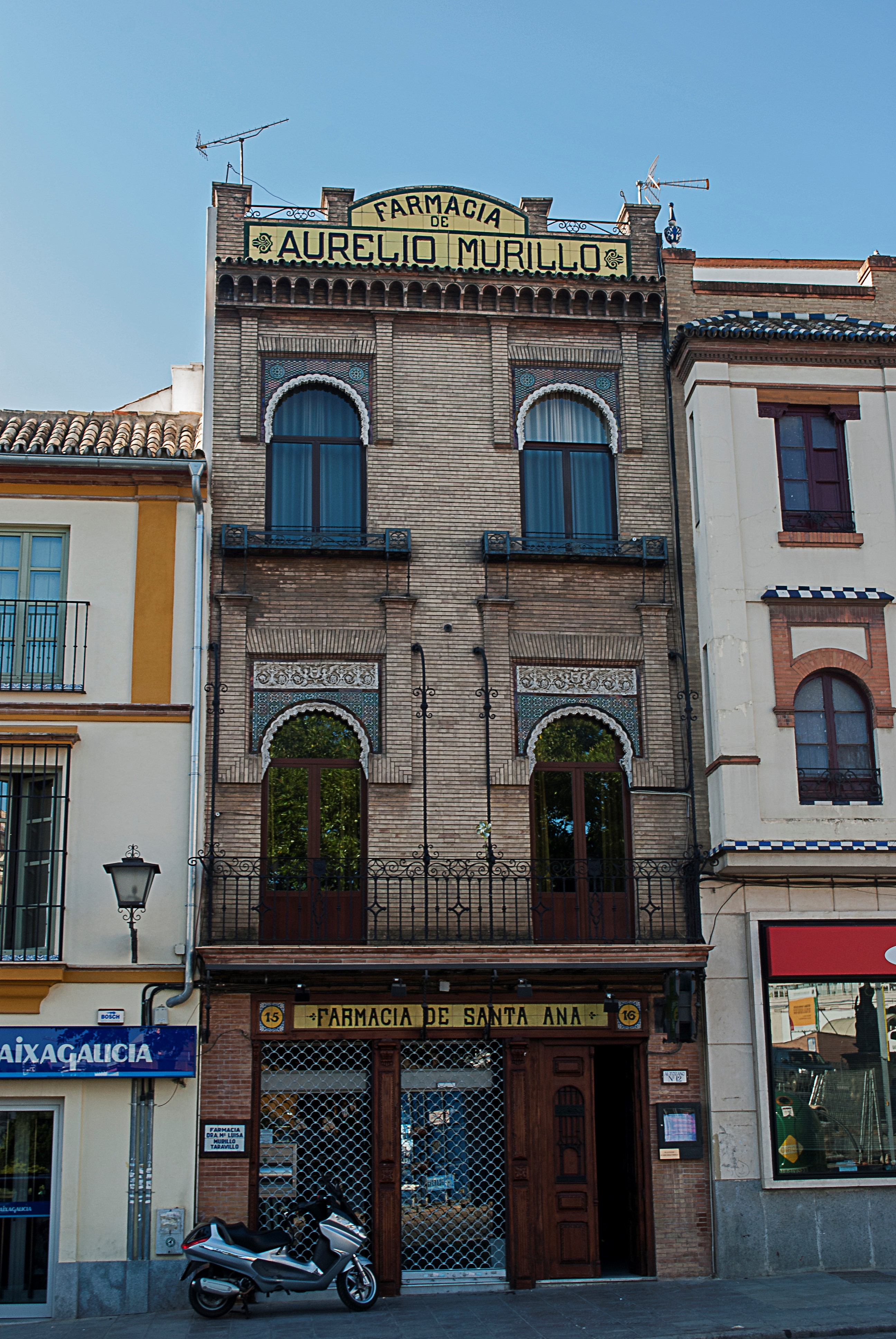
Vista de la farmacia Murillo del arquitecto José Espiau. Año 1912.

La plaza del Altozano constituye el centro de referencia del barrio de Triana. Se encuentra al terminar el puente de Triana e históricamente era el punto donde convergían los viajeros procedentes de San Juan de Aznalfarache, Tomares y Castilleja de la Cuesta, antes de atravesar el denominado puente de barcas, en dirección a Sevilla. 
La actual plaza está conformada, sobre todo, por la arquitectura del primer cuarto del siglo XX. Destacan el edificio de la Farmacia Murillo, construido por el arquitecto regionalista José Espiau y Muñoz entre 1912 y 1914 y la casa obra de José Gómez Millán, en la esquina con la calle San Jacinto. En la misma plaza también sobresale la escultura del torero Juan Belmonte, muy vinculado con Triana y que fue inaugurada en 1972, obra de Venancio Blanco y otro dedicada al Flamenco, encargado a Jesús Gavira Alba en el año 1994.
En la plaza se abre el actual mercado de Triana, en cuyos bajos se encuentran los restos del antiguo Castillo de San Jorge. Este fortaleza fue sede de la Inquisición desde 1481, si bien su construcción inicial data de 1171, en época árabe. En 1792, afectado por el continuo abandono y las sucesivas crecidas del Guadalquivir, se proyectó el derribo completo del castillo y la construcción de un terraplén que elevase el nivel del suelo con una amplia plaza que sirviera como refugio en periodos de riadas. En ejecución de este proyecto, se concedió por Real Orden en 1794 la transmisión de la propiedad desde la corona a la ciudad. Hacia 1823 se derribó y se instaló en su solar el mercado de Triana. En 1990 se demolió el viejo mercado para construir otro más moderno y en su edificación salieron a la luz los restos del castillo y de un cementerio almohade. Se realizaron labores arqueológicas y de conservación. El nuevo mercado se inauguró en junio de 2001. A continuación del mercado se llega al callejón de la Inquisición, ubicado en la confluencia de las calles Castilla, San Jorge y Callao. Fue durante siglo y medio el único testimonio visible de la presencia del antiguo tribunal inquisitorial en Triana. 

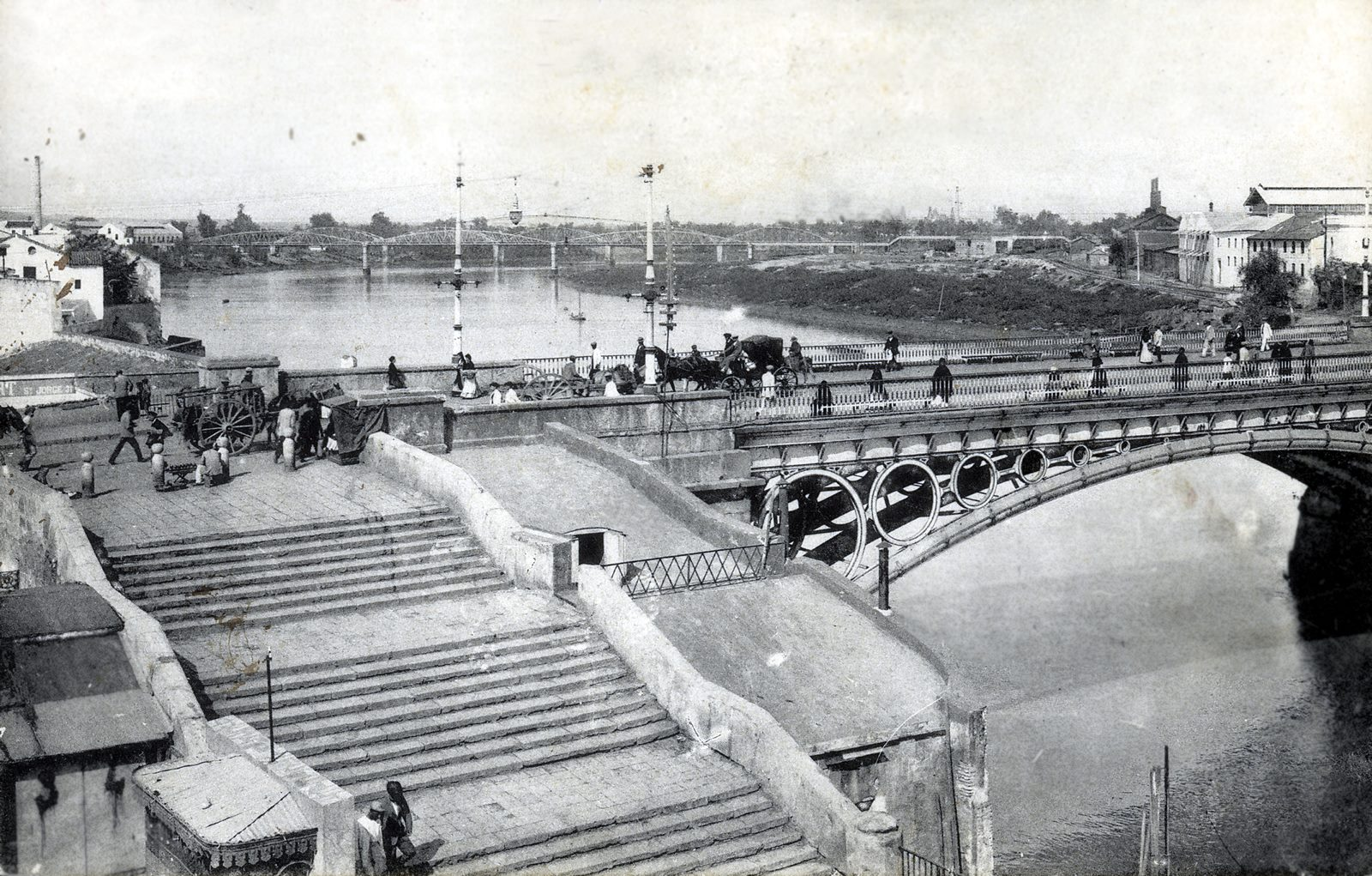
Vista de la plaza y el comienzo del puente de Triana en 1914, antes de la construcción de la capilla del Carmen y del torreón del Faro

En la plaza, junto al puente se encuentra la capilla del Carmen, obra del arquitecto Aníbal González, inaugurada en 1928 y que contiene un retablo de la Virgen del Carmen.
Desde la citada plaza se abren las principales vías históricas del Triana. La Calle San Jorge en la que se encuentra el Centro Cerámica Triana, antigua fábrica de cerámicas Santa Ana, que tiene su origen en 1870 y que se ha convertido en sala expositiva en torno a la cerámica trianera. 
Frente al puente se inicia la calle peatonal de San Jacinto, que constituye la antigua vía de comunicación con el Aljarafe.
Hacia la izquierda, se accede a la calle Pureza, donde destacan la iglesia de Santa Ana de estilo gótico mudéjar que data del finales del siglo XIII y la Capilla de los Marineros, que constituye la sede de la Hermandad de la Esperanza de Triana. 
De forma paralela al río nace la calle Betis, que se comunica con la plaza a través de las escalinatas de Tagua, por su constructor Baldomero Tagua. A la altura de esta escalinata se levanta un torreón, inaugurado en 1924 como estación de pasajeros de la compañía naviera Sanlúcar-Mar que hacía la travesía fluvial desde Sevilla a Sanlúcar de Barrameda y que después fue un bar denominado el Faro y que en la actualidad está ocupado por un restaurante.